# Calle Dalal
La Calle Dalal (en maratí y en hindi: दलाल ) es una calle localizada en el centro de Bombay (Mumbai), la India, donde se localiza la Bolsa de Bombay (en las Torres Phiroze) y varias empresas financieras e instituciones relacionadas. Cuando la Bolsa de valores de Bombay fue trasladada a esta nueva ubicación en la intersección de Bombay Samachar Marg y la calle Hammam, la calle al lado del edificio fue rebautizada como Dalal. Al igual que en Wall Street en la ciudad de Nueva York, esta se utiliza a menudo como una metonimia de todo el establishment financiero de la India.